# 대동강 출신
"대동강 출신"은 1978년에 개봉한 대한민국의 영화이다.

## 캐스팅
- 김희라
- 장혁
- 소희
- 김기주
- 이해룡
- 정희섭
- 최준
- 김왕국
- 박동룡
- 최재호
- 이예성
- 마도식
- 나갑성
- 신동욱
- 정규영
- 조춘
- 방일수
- 조대건
- 이석구
- 한명환
- 임해림
- 박종설
- 강동규
- 노사강
- 조성구
- 정영국
- 박광진
- 안진수
- 최무랑
- 김신명
- 김소조
- 장동빈